# Estación de El Clot (Barcelona)
El Clot es una estación de Transportes Metropolitanos de Barcelona perteneciente a las líneas 1 y 2 del metro de Barcelona. Está situado en el distrito de San Martín.
La estación de El Clot de la línea 1 se inauguró en 1951, cuando la línea se prolongó desde Marina.  La estación de la línea 2  entró en servicio en 1997, con la apertura del tramo entre Sagrada Familia y La Pau.
Hace de intercambiador con la estación ferroviaria de Clot-Aragón, perteneciente a las líneas R1 y R2 de Cercanías de Barcelona.
En 2022, el nombre de la estación cambió de Clot a El Clot, en el seno de varios cambios de nombres de estaciones motivados por dos razones: estaciones enlazadas que unifican su nombre o estaciones no enlazadas que actualizan su nombre. Aquí se trataba del primer caso, ya que la estación de Cercanías Renfe de la zona, llamada Clot-Aragón, pasó a llamarse igualmente El Clot, para unificar.
| << cabecera           | < estación | línea | estación >  | cabecera >>           |
| --------------------- | ---------- | ----- | ----------- | --------------------- |
| Metro de Barcelona    |            |       |             |                       |
| Hospital de Bellvitge | Glòries    |       | Navas       | Fondo                 |
| Paralelo              | Encants    |       | Bac de Roda | Badalona Pompeu Fabra |